# Comitatele istorice ale Angliei

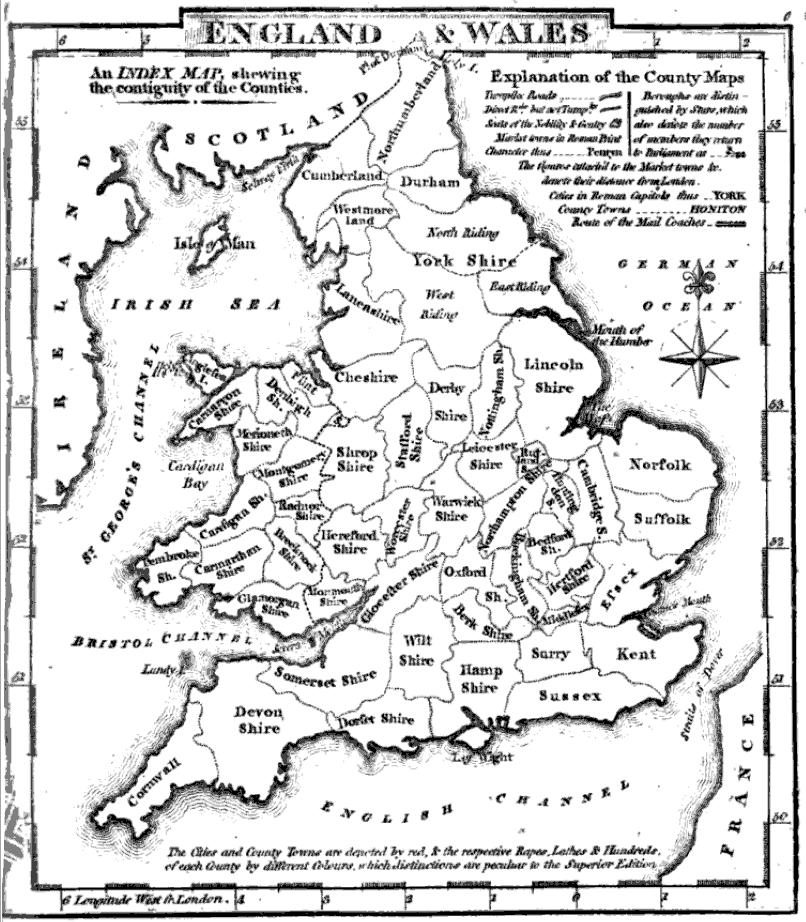
O hartă din 1824 a comitatelor istorice din Anglia și Țara Galilor

Comitatele istorice ale Angliei sunt subdiviziuni teritoriale vechi ale Angliei. De-a lungul istoriei comitatele au avut diferite scopuri și funcții, iar actualmente, sub o altă organizare teritorială, comitatele reprezintă unul dintre nivelurile Împărțirii administrative a Angliei.

## Comitatele
Comitatele istorice sunt:
| 1. Bedfordshire 2. Berkshire 3. Buckinghamshire 4. Cambridgeshire 5. Cheshire (County of Chester) 6. Cornwall 7. Cumberland 8. Derbyshire 9. Devon 10. Dorset 11. County Durham 12. Essex 13. Gloucestershire 14. Hampshire † 15. Herefordshire 16. Hertfordshire 17. Huntingdonshire 18. Kent 19. Lancashire (County of Lancaster) 20. Leicestershire | O hartă a comitatelor istorice ale Angliei | 1. Lincolnshire 2. Middlesex 3. Norfolk 4. Northamptonshire 5. Northumberland 6. Nottinghamshire 7. Oxfordshire 8. Rutland 9. Shropshire (County of Salop) 10. Somerset 11. Staffordshire 12. Suffolk 13. Surrey 14. Sussex 15. Warwickshire 16. Westmorland 17. Wiltshire 18. Worcestershire 19. Yorkshire |
| - † = cunoscut de asemenea ca și County of Southampton sau Southamptonshire - Monmouthshire nu este indicat |                                            | |

Harta exclude majoritatea exclavelor iar comitatul Monmouthshire cu toate că a fost considerat ca fiind un comitat englez este actualmente considerat ca fiind un comitat istoric al Țării Galilor.

### Nume
Comitatele numite după orașe erau deseori numite în documentele legale ca și Comitatul orașului în engleză "County of"  — de exemplu Yorkshire putea fi numit "County of York". Uneori stilul acesta era folosit și în cazul comitatelor care nu erau numite după orașe, ca de exemplu Berkshire care este numit uneori "County of Berks". Numele modern necesită folosirea sufixului "-shire" doar pentru comitatele numite după orașe sau pentru acelea care altfel ar fi nume monosilabice. O anomalie de la această regulă este County Durham, forma "Durhamshire" nefiind utilizată. 
În trecut sufixul shire era utilizat și pentru alte comitate: "Devonshire", "Dorsetshire" sau "Somersetshire". Comitatul Kent, deoarece a fost un regat danez, nu a fost denumit niciodata cu sufixul shire sub forma "Kentshire". 
Numeroase comitate au nume informale abreviate. În cele mai multe cazuri abrevierea constă într-o trunchere a numelui și adăugarea unui "s" la sfârșit: "Berks." pentru Berkshire sau "Bucks." pentru Buckinghamshire. Unele abrevieri nu sunt evidente: "Salop" pentru Shropshire, "Oxon" pentru Oxfordshire, "Hants" pentru Hampshire sau "Northants" pentru Northamptonshire.

## Origini
Delimitarea comitatelor a început în secolul al XII-lea, dar multe frontiere sunt anterioare formării acestora și desemnează diverse diviziuni saxone sau celtice. Unele frontiere însă nu sunt definitivate până în secolul al XVI-lea. Datorită originilor diferite ale acestora, dimensiunea comitatelor varia de la unul la celălalt, dar din secolul XVI până în 1888 acestea au rămas aproximativ identice.

### Sudul Angliei
În sudul Angliei, comitatele reprezintă diviziunile Regatului Wessex, multe dintre acestea reprezentând foste teritorii sau regate independente ce au fost anexate treptat. Kent corespunde vechiului Regat Kent, iar Essex, Sussex și Middlesex reprezintă fostele Regate ale Saxonilor de Est, de sud și de mijloc.  Norfolk și Suffolk erau subdiviziuni ce reprezentau "Poporul din Nord" (engleză North Folk și "Poporul din Sud" (engleză South Folk al Regatului East Anglia. Un singur comitat de pe coasta de sud a poartă "-shire": Hampshire care este numit după orașul "Hamwic", ce se afla în apropierea actualului oraș Southampton.

### Midlands
Când Regatul Wessex a cucerit Mercia în secolele IX și X, au fost organizate diferite comitate care poartă numele orașului principal, împreună cu sufixul "-shire" (numele saxon al comitatului). Acesta este cazul comitatelor Northamptonshire sau Warwickshire. În multe cazuri numele au fost simplificate — de exemplu Cheshire a fost inițial "Chestershire". Rutland a fost o anomalie, aflându-se sub jurisdicția comitatului Nottinghamshire, dar în cele din urmă a devenit un comitat separat.
Lincolnshire a fost succesorul Regatului Lindsey, și incorporează teritoriile Kesteven și Holland făcând astfel ca Stamford sădevină singurul oraș al ocupației vikinge a Angliei care nu a devenit reședință de comitat. Frontiera cu Țara Galilor nu a fost delimitată până în 1535 — aceasta fiind frontiera actuală. 

### Nordul Angliei
Mare parte din Northumbria a fost divizată în comitate, dar Normanzii nu au utilizat aceste diviziuni. Yorkshire a fost succesorul Regatului Yorkiar în 1086 conținea și teritoriile ce aveau să devină comitatele Lancashire, Cumberland și Westmorland. Cumberland, Westmorland, Lancashire, County Durham și Northumberland au fost înființate în secolul XII. O parte din domeniul episcopilor de Durham, Hexhamshire, a fost separată și a existat ca și comitat independent până în 1572 când a devenit parte din Northumberland.

## Rol
De-a lungul existenței lor, comitatele au avut diferite funcții administrative, militare și politice.

### Rol administrativ
Unul din rolulire principale ale comitatelor era acela de judecătorii. Curțile penale și judecătorii de pace erau organizate în funcție de comitate. În fruntea ierarhiei juridice se afla un șerif (engleză Sheriff). Ordinea publică a fost tradițional organizată la nivelul parohiilor. Odată cu înființarea Poliției Metropolitane în 1839, aceasta a fost organizată în teritoriu pe bazele comitatelor. 
În anii 1540 a fost înființat postul de Lord Locotenent. Aceștia aveau un rol militar și erau responsabili de administrarea miliției comitatului. În 1871 instituția își pierde responsabilitățile militare, rămânând o instituție ceremonială, dar Armata Britanică a asociat zonele de recrutare cu comitatele.
Fiecare comitat trimitea doi reprezentanți în Camera Comunelor. Burgurile aveau de asemenea reprezentanți în parlament diferiți de cei ai comitatului înconjurător. În 1832 a avut loc o redistribuire a circumscripțiilor parlamentarilor, acestea fiind până în 1918 bazate pe frontierele comitatelor. 
Începând cu secolul al XVI-lea comitatele devin din ce în ce mai mult unități ale administrației locale. Judecătorii de pace primesc diverse funcții administrative iar până în secolul al XIX-lea magistrații comitatelor primesc drepturi de acordare de licențe berăriilor, construcția de poduri, pușcării și aziluri, întreținerea drumurilor principale, gestionarea instituțiilor caritabile și a clădirilor publice. Pentru aceste activități aceștia au dreptul să ridice taxe  iar din secolul al XVII-lea apare postul de trezorier al comitatului.

### Subdiviziuni
Unele comitate au diviziuni importante datorită întinderii importante a acestora. Cel mai semnificativ este comitatul Yorkshire care este subdivizat în ținuturi (engleză riding): East Riding, West Riding, North Riding și zona înconjurătoare a orașului York. Lincolnshire, era subdivizat în părți (engleză parts): Lindsey, Holland și Kesteven, Kent era divizat în East Kent și West Kent iar Sussex era divizat în East Sussex și West Sussex.
Alte subdiviziuni erau de natură juridică: liberties sau sokes, astfel existând Isle of Ely în cadrul comitatului Cambridgeshire și Soke of Peterborough în cadrul comitatului Northamptonshire. Majoritatea comitatelor erau subdivizate din punct de vedere administrativ în hundreds, wapentakes sau wards. Diviziuni intermediare existau în Kent (lathes) și în Sussex (rapes). Sub nivelul diviziunilor hundreds și echivalentele acestora existau tithings și parohii (engleză parishes) (singurele subdiviziuni care mai exitstă actualmente), acestea fiind la rândul lor împărțite în sate și seniorii. Până la înființarea districtelor și a instituțiilor dedicate, burgurile și parohiile erau principalele instituții ce ofereau servicii publice în Anglia.

## Evoluții

### Exclave
Comitatele istorice prezentau numeroase anomalii și numeroase exclave, teritorii aparținând de un comitat de care nu erau conectate geografic. În 1844 o reorganizare teritorială a abolit majoritatea exclavelor. Cele mai importante exclave afectate au fost Islandshire, Bedlingtonshire și Norhamshire, ce aparțineau de County Durham și au fost incluse în Northumberland; și exclava Halesowen a comitatului Shropshire, ce a fost incorporată în Worcestershire.

### 1889
În 1889 au fost înființate primele consilii ale comitatelor. Acestea exersau autoritatea în teritoriul unor entități nou create denumite comitate administrative, aproximativ identice cu majoritatea comitatelor istorice, cu excepția subdiviziunilor importante ale acestora ce sunt ridicate la rangul de comitat administrativ și a principalelor localități urbane care sunt în afara jurisdicției consiliilor comitatelor, fiind numite burguri comitat (engleză county boroughs). Cu această ocazie are loc o nouă reformă a teritoriilor comitatelor ceea ce face ca fiecare  oraș să aparțină unui singur comitat, ceea ce nu era cazul pentru numeroase orașe: Banbury, Burton-upon-Trent, Newmarket, Peterborough, Royston, Stamford, Tamworth, Todmorden și Warrington.

### 1974
În 1974 are loc o reformă importantă prin care comitatele administrative și burgurile comitat sunt abolite iar Anglia este redivizată în comitate (cu excepția Londrei și  a Insulelor Scilly). Acestea sunt de două tipuri: "metropolitane" și "ne-metropolitane"  . Pe lângă administrația locală organizarea teritorială a tuturor instituțiilor este reorganizată conform noilor delimitări geografice. O serie de comitate Cumberland, Herefordshire, Rutland, Westmorland și Worcestershire dispar (în 1965 dispăruseră deja Huntingdonshire și Middlesex), iar noi entități apar: comitatele Avon, Cleveland, Cumbria și Humberside pe lângă cele 6 comitate metropolitane. Noua reorganizare încearcă de asemenea să includă în aceeași entitate conurbațiile ce s-au întins pe teritoriul mai multor comitate . În urma acestei reforme teritoriul noilor comitate corespunde în mare parte cu organizarea actuală a comitatelor ceremoniale.